# Oreopsyche matthesi
Oreopsyche matthesi är en fjärilsart som beskrevs av Jean Bourgogne 1954. Oreopsyche matthesi ingår i släktet Oreopsyche och familjen säckspinnare. Inga underarter finns listade i Catalogue of Life.